# Alleanza Democratica dei Croati in Voivodina
L'Alleanza Democratica dei Croati in Voivodina (croato: Demokratski savez Hrvata u Vojvodini DSHV; serbo: Демократски Савез Хрвата у Војводини ДСХВ) è un partito politico che rappresenta l'etnia croata nella provincia serba della Voivodina, fondato il 15 luglio 1990.

## Storia
Nel 2009, l'DSHV ha negoziato con un altro partito etnico croato della Voivodina, la Hrvatska srijemska inicijativa (Iniziativa croata di Sirmia, HSI), prevedendo una fusione tra i due partiti per il 5 giugno 2009.
Alle elezioni parlamentari 2023 si è presentato insieme al Partito della Giustizia e della Riconciliazione (SPP), raccogliendo lo 0,78% dei voti totali e non ottenendo seggi nell'Assemblea Nazionale serba.